# 大宇・次世代トラック
次世代トラック（じせだいトラック、英: NEXT GENERATION TRUCK、朝: 차세대 트럭）は、大韓民国の自動車会社、大宇商用車（大宇重工業トラック事業部）により製造・販売されていた大型キャブオーバー型トラックである。同社初となる独自開発によるトラック製品であり、韓国製トラック製品においても初である。スローガンは「パワフルで快適なトラック」。

## 歴史
- 1990年9月、大宇自動車トラック事業部による商用車製品の開発および工場の新設の為、T-Project Team（Tプロジェクト・チーム）を開設。
- 1991年10月、大宇自動車トラック事業部による大型トラックの自社開発計画を確定。
- 1992年10月 - 1995年5月、英MIRAによる風洞試験に合格、伊ベルトーネ社による設計を最終確定。また英ミルブルック社による高難易度走行テストに合格、発売を最終確定。
- 1995年5月、大宇重工業群山工場が完工し、事前予約を開始。
- 1995年6月、大宇自動車がトラック事業部を大宇重工業へ売却し、社名を大宇商用車へ変更。
- 1995年9月、予約分の生産開始。
- 1995年10月19日、韓国総合貿易センターにて新車発表会を開催し、正式発売。ラインナップは8トン/11.5トン/19トンカーゴ車、セミトラクタ、15トンダンプ車、6㎥ミキサー車、11 - 15トンアームロール車、11トンごみ収集車、14klバキューム車。当時としては画期的で流麗なデザインと利便性、部品供給・メンテナンスが安易であり、部品価格も合理的であり、部品互換性・耐久性・最高出力・燃費性能も優れており、競合車の販売台数を上回った。インテリアやキャビンが競合車とは異なり、ブランドのみ変更された形の為、部品互換性が優れており、当時の大型トラックは小型ワイパーを3枚装備する場合が大多数を占めていたが、本車は大型ワイパーを2枚装備した。なお、雙龍・SYトラックはメルセデス・ベンツ製エンジンの搭載により、耐久性に優れていた事により好調な販売台数を維持し、2社は激しい競争を繰り広げた。なお、結果は総合的に優れていた本車が勝利した[要出典]。
- 1995年12月15日、大宇技術賞授賞式にて大宇技術賞大賞を受賞。また耐久性、最高出力、燃費性能がヒュンダイ・91Aや亜細亜・グラントと比較して格段に優れており、次世代トラックは多くのシェアを獲得した。
- 1996年1月、先代車であるいすゞ・ニューパワーをベースとする大宇・大型トラックが生産終了。この頃から本車は韓国における大型トラック市場を席巻する事となる。
- 1996年3月、 19トンダンプ車、8.5トン/14トン/19.5トンカーゴ車を追加発売。
- 1996年8月、6.5トン/11トンウィング車、6.5トン/11トン冷凍車、7.5トン/11トンレッカー車、15トンセルフローダー車、8トン/11トン特殊ダンプ、8トンごみ収集車、8klバキューム車、11トン下水道洗浄車、タンクローリー車等を追加発売。また、大宇重工業との共同生産車として28m/32m/36m/40m/43m/46mコンクリートポンプ車、12m/15m自走式コンクリートポンプ車、21トンハイドロ式クレーン車と、特殊自動車に分類される車型を追加発売。
- 1997年3月8日、23トンダンプ車、24トンカーゴ車を追加発売。
- 1997年12月、雙龍自動車はIMFによる韓国救済により経営難に陥り、大宇自動車に買収され、1998年に競合車である雙龍・SYトラックは本車に統合される形で生産終了。雙龍・SYトラックはキャビンとエンジンを除く箇所において独自開発を試みたが、メルセデス・ベンツ製品を搭載していた為、メルセデス・ベンツへロイヤルティーを支払っていた。一方、本車は完全独自開発の為、他メーカーへのロイヤルティーが殆ど無く、生産を優先された[要出典]。
- 1998年9月、韓国製トラックでは初めてRHD仕様を発売。輸出地域を拡大した[要出典]。
- 1999年9月20日、24トンダンプ車、25トンカーゴ車、90トンセミトラクタを追加発売。
- 2001年1月、一部改良を実施。エンジン性能の向上、フロントグリルの変更により後期型へ移行。この後期型は「次世代・ウルトラ」としても知られており、現在もミキサー車として運行される車両が多数見受けられる。
- 2002年（時期不明）、ホイールを10穴へ変更。一部ではノブスのブレーキ音へ改造した車両も存在する。
- 2003年3月、セミトラクタ、カーゴ車にZF製12速AMTをオプション設定。また、搭載エンジンはカミンズ・ISM、大宇総合機械・DVシリーズ、また1997年から1999年にかけて、2001年から2004年にかけて韓国へ正規輸入されたDDC・シリーズ60。
- 2004年7月、一部改良を実施。車名をノブスへ改称したと同時に生産終了。本車は似た設計となるノブスとの部品互換性が高く、メンテナンスも安易な為、加えてノブスが現行車である事により、中古車市場では高値で取引される[要出典]。また、ノブスも電子装置による故障が少なく、現在も人気を博している。

## ラインナップ
- 8tカーゴ車
- 8.5tカーゴ車
- 11tフルトレーラー
- 11.5tカーゴ車
- 14tカーゴ車
- 16tカーゴ車
- 19tカーゴ車
- 19.5tカーゴ車
- 20.5tカーゴ車
- 22tカーゴ車
- 24tカーゴ車
- 25tカーゴ車
- 8tダンプ車
- 14.5tダンプ車
- 15tダンプ車
- 19tダンプ車
- 21.5tダンプ車
- 23tダンプ車
- 24tダンプ車
- 6㎥ミキサー車
- 39tセミトラクタ
- 60tセミトラクタ
- 75tセミトラクタ
- 90tセミトラクタ
- 28mコンクリートポンプ車
- 32mコンクリートポンプ車
- 36mコンクリートポンプ車
- 40mコンクリートポンプ車
- 43mコンクリートポンプ車
- 46mコンクリートポンプ車
- 12m自走式コンクリートポンプ車
- 15m自走式コンクリートポンプ車
- 21tハイドロ式トラッククレーン車
- 15tセルフローダー車
- 23tバルク車
- 7.5tレッカー車
- 11tレッカー車
- 10klタンクローリー車
- 12klタンクローリー車
- 14klタンクローリー車
- 16klタンクローリー車
- 18klタンクローリー車
- 20klタンクローリー車
- 22klタンクローリー車
- 24klタンクローリー車
- 26klタンクローリー車
- 28klタンクローリー車
- 31klタンクローリー車
- 10kl LPGバルクタンクローリー車
- 12kl LPGタンクローリー車
- 15kl LPGタンクローリー車
- 6.5tウィング車
- 11.5tウィング車
- 6.5t冷凍車
- 11t冷凍車
- 8t特殊ダンプ車
- 11t特殊ダンプ車
- 8tアームロール車
- 11tアームロール車
- 15tアームロール車
- 8tごみ収集車
- 11tごみ収集車
- 8klバキューム車
- 14klバキューム車
- 11t下水道洗浄車

## 車名
車名に関して、正式名称は無いと誤解されやすいが、「次世代トラック」が正式名称である。